# 遠州灘海浜公園

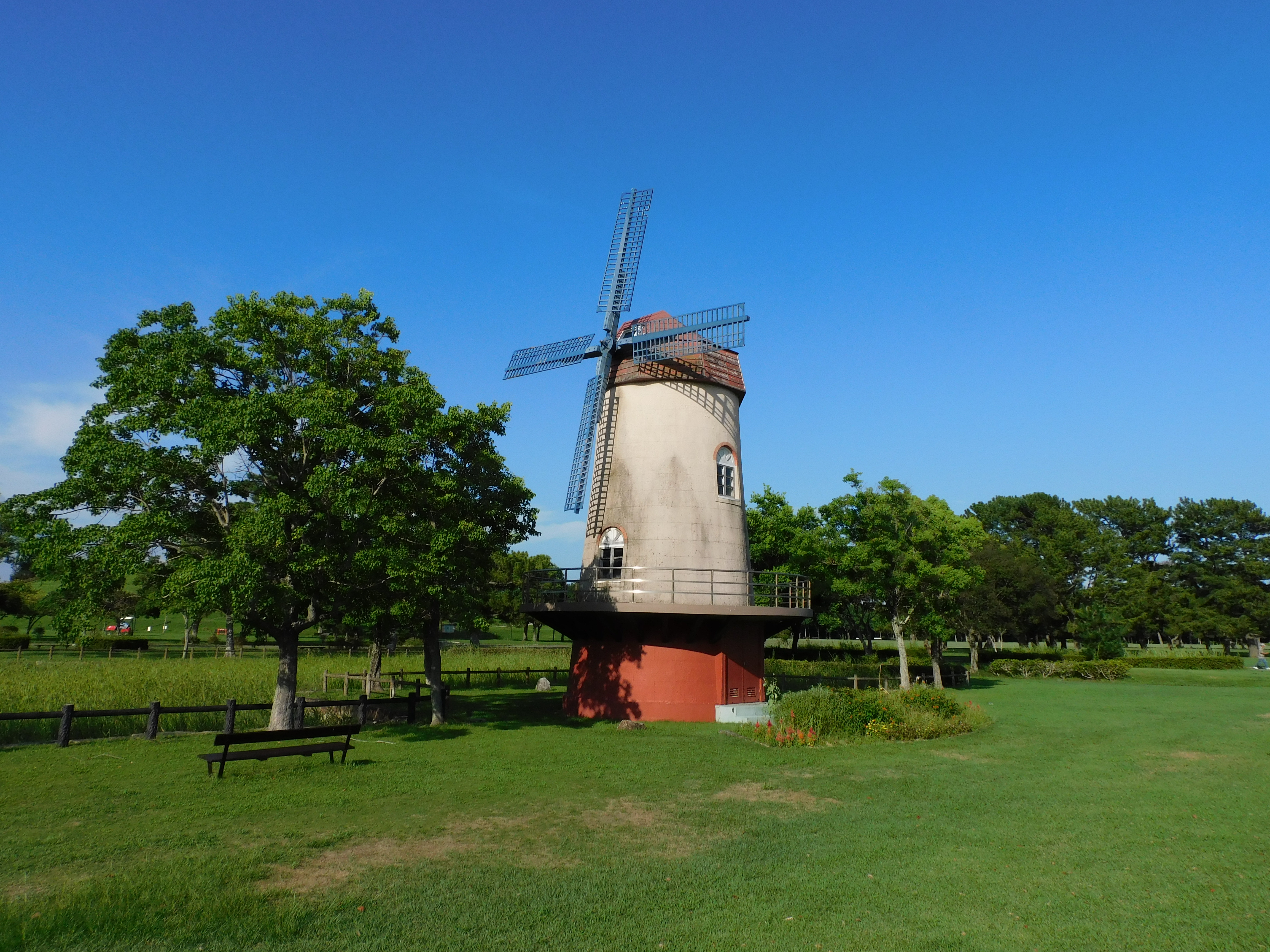
中田島中地区（愛称：風車公園）

遠州灘海浜公園（えんしゅうなだ かいひん こうえん）は、静岡県浜松市中央区にある静岡県営の都市公園。浜松都市公園協会が指定管理者となっている。
1980年度から整備に着手し、1988年一部供用開始、1991年にグランドオープン。公園は中田島北、中田島中、白羽、江ノ島の4つの地区で構成されており、静岡県西部におけるスポーツ・レクリエーション需要への対応とともに、自然環境を生かし、野鳥観察園などの環境学習拠点としての活用を目的に整備されており、全体で673㏊の広域公園として都市決定されており、そのうちの県営公園としては20.3㏊、また周辺の約43.3㏊を浜松市がそれぞれ公園として整備されている。特に中田島中地区と白羽地区の中間に位置する中田島砂丘はウミガメの産卵地として知られている。
2015年3月に、公園の敷地が広範囲にわたることから、市民から公園の愛称を募集し、中田島北は「石人（せきじん）の星公園」、砂丘近くの中田島中は「風車公園」、白羽は「凧場公園」とそれぞれつけられた。
遠州灘は2011年3月の東日本大震災（平成三陸大津波）により、防波堤・防潮堤の整備が進められ、2016年5月、「遠州灘海浜公園基本構想」を策定し、四ツ池公園にある浜松球場の老朽化と再開発に伴い、将来整備が予定されている篠原地区・が代替となる硬式野球場の建設予定候補地とされている。

## 主な施設

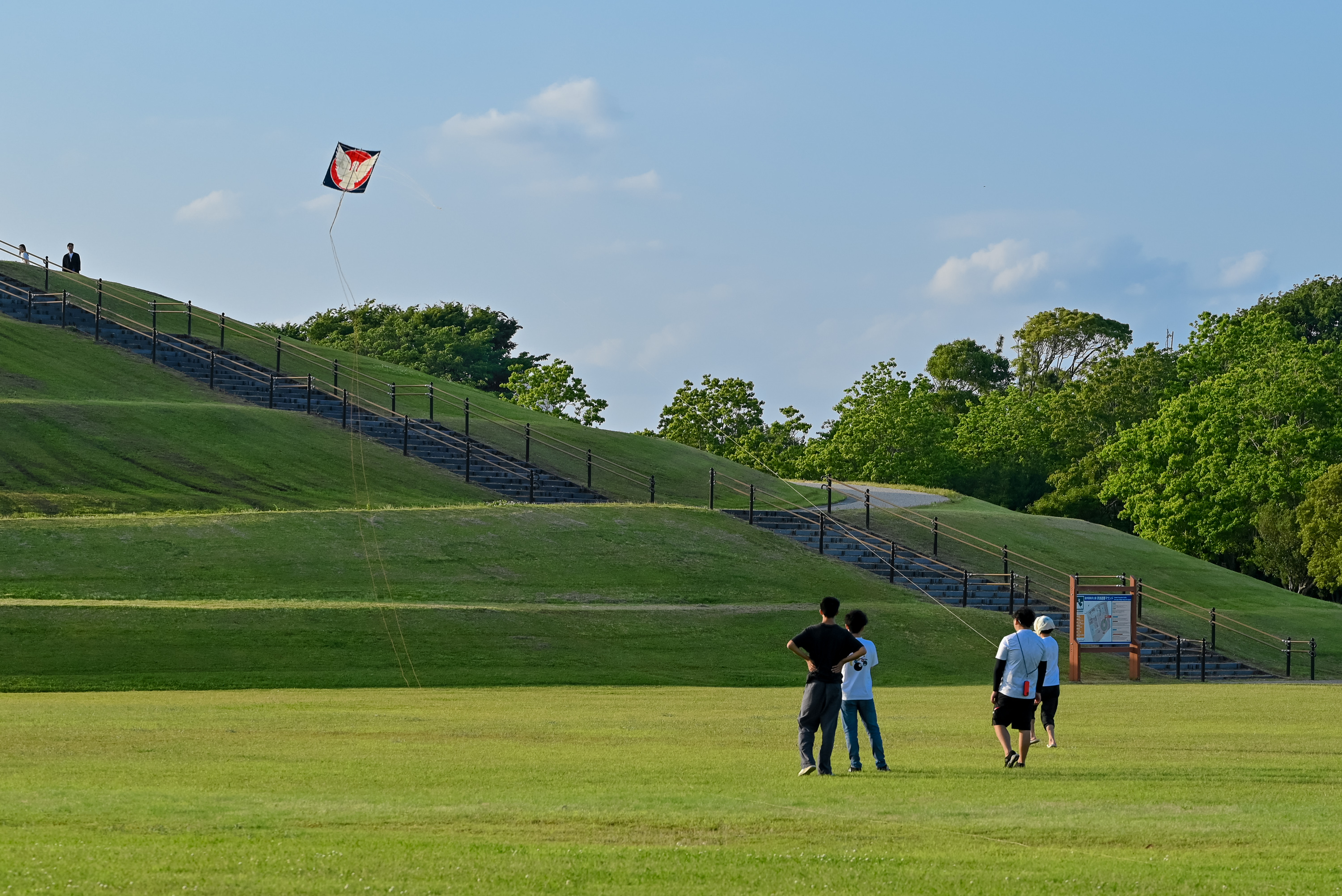
遠州灘海浜公園で凧遊びをする数人

### 石人の星公園
- 遠州灘海浜公園球技場
- ピクニック広場
- ウッディーセンター

### 風車公園
- 相撲場
- 祭り広場
- 中田島砂丘
- 芝生広場

### 凧場公園
- 白羽球技場（サッカー・ラグビーコート4面）
- ひょうたん池

### 江ノ島地区
- ビーチコート（ビーチサッカー、ビーチバレーボール対応）

### 篠原地区（整備予定）
- 浜松市総合プール「TOBIO」[6]（既設）
- 防災・スポーツゾーンとして、浜松球場の代替となる新しい硬式野球場などを整備する計画がある[6][7]。

## アクセス
- 遠鉄バス3三島江之島線（向宿経由）、5三島江之島線（三島経由）「県立海浜公園」バス停下車。
- マイカーである場合は、浜松インターチェンジ（東名高速道路）から豊橋市方面に15分、ないしは浜松駅から10分